# 너무 과한데 만족을 모르는
《너무 과한데 만족을 모르는: 트럼프에 관한 가장 치명적이고 은밀한 정신분석 보고서》 (Too Much and Never Enough: How My Family Created the World's Most Dangerous Man)라는 제목의 이 책은 도널드 트럼프의 조카 메리 L. 트럼프가 저술하여 2020년 7월 14일 사이먼 & 슈스터에서 출판되었다. 이 책은 어떻게 트럼프 가족이 세금환급을 받았는지를 뉴욕 타임스에 폭로한 사람이 자신이라고 밝히고 있다. 이 보고는 2019년 퓰리처 상을 수상했다.
임상심리학자인 메리는 1981년 42세의 나이로 사망한 트럼프 대통령의 형 프레드 트럼프 주니어의 딸이다. 그녀의 책에는 프레드가 알코올 중독에 빠진 상황과 함께 트럼프 대통령과 부친인 프레드 시니어가 그의 중독을 심각한 상태에서 방치하여 죽음에 영향을 미쳤다는 의혹이 포함되었다. 또 자수성가한 사업가로 스스로를 묘사해 온 트럼프 대통령이 4억달러에 달하는 유산을 물려받고 이 과정에서 세금 사기 등을 저질렀다는 재작년 뉴욕타임스 보도의 주된 정보원이 자신이라는 내용도 포함됐다. 동생의 정치 경력에 대한 언급을 거부해 온 트럼프 대통령의 누나이자 연방 판사를 지낸 매리언 트럼프 배리의 트럼프 대통령에 대한 부정적인 언급도 담겼다.
메리는 1999년 프레드 트럼프 시니어가 사망하자 이듬해 그의 유산을 둘러싼 소송을 제기했고 친척들과 합의를 이루며 작은아버지인 트럼프 대통령과 로버트, 고모 매리언과의 관계에 대한 어떤 내용도 출판해선 안 된다는 비밀유지계약을 맺었다고 앞서 데일리비스트가 보도했다. 이 책은 지난 15일 사전 예약 판매를 통해 아마존 베스트셀러에 오른 상태다.,

## 같이 보기
- 그것이 일어난 방: 백악관 회고록
- 2019년 도널드 트럼프 대통령 탄핵 소추